# Costică Ştefănescu
Costică Ştefănescu (Bucarest, 26 de març de 1951 - Bucarest, 20 d'agost de 2013) fou un futbolista romanès de la dècada de 1980.
La major part de la seva carrera la va viure al CS Universitatea Craiova, on jugà 378 partits. Va jugar 490 partits a primera divisió. També fou internacional amb la selecció de Romania.
L'agost de 2013, malalt de càncer durant anys, va cometre suïcidi saltant des d'un cinquè pis de l'hospital militar de Bucarest.

## Palmarès

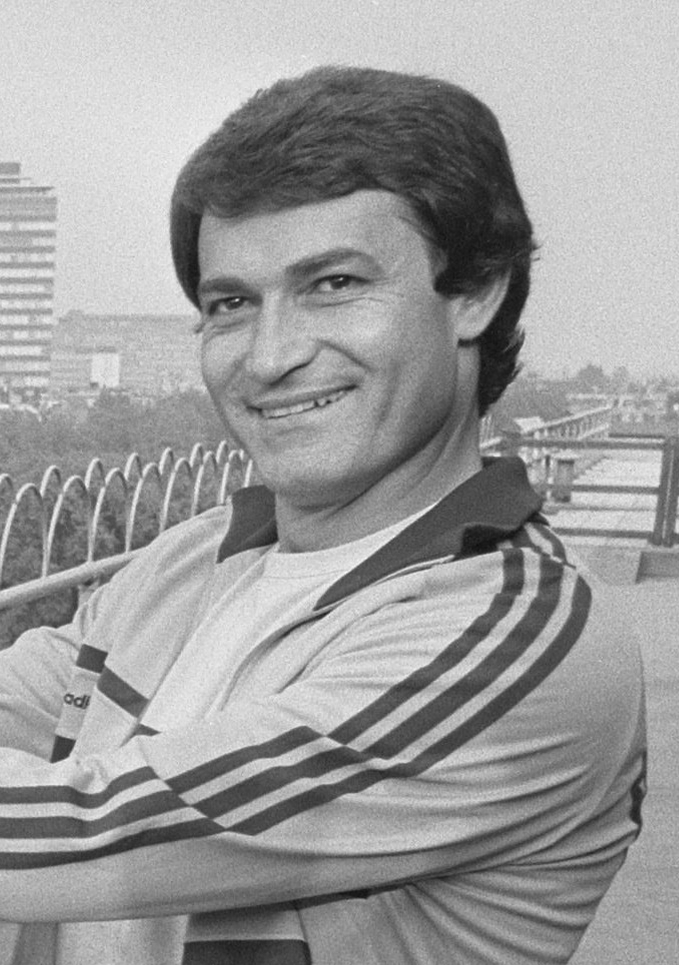
Ștefănescu el 1984

### Jugador
Steaua Bucarest
- Copa romanesa de futbol (2): 1969-70, 1970-71

Universitatea Craiova
- Lliga romanesa de futbol (3): 1973-74, 1979-80, 1980-81
- Copa romanesa de futbol (4): 1976-77, 1977-78, 1980-81, 1982-83

### Entrenador
Al-Wakrah
- Copa del Xeic Jassem de Qatar (1): 1991

Al-Jaish
- Copa siriana de futbol (1): 2004
- Copa de l'AFC de futbol (1): 2004